# Benzelius
Benzelius ist der Name eines schwedischen Theologengeschlechts, das in der Geschichte der Schwedischen Kirche größte Bedeutung hat. Es geht zurück auf den Bauernsohn Erik Benzelius (1632–1709), der während des Studiums in Uppsala den Namen aufgrund seines Geburtsorts Bensby annahm. Er wurde später Erzbischof, ebenso wie drei seiner Söhne. Drei andere Söhne wurden 1719 geadelt und führten seitdem den Namen Benzelstierna.

## Namensträger
- Carl Jesper Benzelius (1714–1793), schwedischer Theologe und Bischof von Strängnäs
- Erik Benzelius der Ältere (1632–1709), schwedischer Theologe und Erzbischof von Uppsala
- Erik Benzelius der Jüngere (1675–1743), schwedischer Theologe und Erzbischof von Uppsala
- Henrik Benzelius (1689–1758), schwedischer Theologe und Erzbischof von Uppsala
- Jakob Benzelius (1683–1747), schwedischer Theologe und Erzbischof von Uppsala